# Joseph Mukwaya
Joseph Mukwaya (* 26. September 1930 in Kiwangula bei Busaana, Distrikt Kayunga, Uganda; † 5. September 2008) war Bischof der ugandischen Diözese Kiyinda-Mityana.

## Leben
Joseph Mukwaya studierte am St. Mbaaga’s Priesterseminar und empfing die Priesterweihe am 18. Dezember 1960 für das Erzbistum Kampala.
1982 wurde er von Papst Johannes Paul II. zum Titularbischof von Ubaba ernannt und zum Weihbischof in Kampala bestellt. Die Bischofsweihe spendete ihm am 31. Oktober 1982 der Erzbischof von Kampala, Emmanuel Kiwanuka Kardinal Nsubuga; Mitkonsekratoren waren Joseph B. Willigers MHM, Bischof von Jinja in Uganda, und Medardo Joseph Mazombwe, Erzbischof von Lusaka in Sambia. 
1988 erfolgte die Ernennung zum zweiten Bischof des 1981 gegründeten Bistums Kiyinda-Mityana mit Sitz in Mityana (Distrikt Mityana). Die Bischofskirche in Mityana wurde 1972 von dem Schweizer Architekten Justus Dahinden erbaut. Er engagierte sich für die Arbeit der Marienschwestern vom Karmel in Mityana sowie in der Association of Member Episcopal Conferences in Eastern Africa (AMECEA).
2000 ließ sich Mukwaya gegen Knochenkrebs in Augsburg behandeln; Joseph Anthony Zziwa wurde ihm als Koadjutor zur Seite gestellt. Seinem Rücktrittsgesuch wurde 2004 durch Johannes Paul II. stattgegeben.